# Marek Ujlaky
Marek Ujlaky (Trnava, 26 marzo 1974) è un ex calciatore slovacco, di ruolo centrocampista.

## Biografia
Il suo omonimo figlio è stato a sua volta un calciatore professionista.

## Carriera

### Club
Bandiera dello Spartak Trnava, ha totalizzato 380 presenze e 94 reti in campionato con la società, per la quale ha giocato sedici stagioni.

### Nazionale
Esordisce il 22 febbraio 1995 contro il Brasile (5-0).

## Palmarès

### Club

#### Competizioni nazionali
- Coppa di Slovacchia: 1

Spartak Trnava: 1997-1998
- Supercoppa di Slovacchia: 1

Spartak Trnava: 1998